# Romilda de Frioul
Romilda de Frioul (née vers 575 - morte en 610), fut une noble lombarde d'Italie, femme de Gisulf II, duc de Frioul (c. 590 – 610) sous le règne du roi Agilulf. Elle est passée à la postérité grâce au récit de Paul Diacre, auteur à la fin du VIIIe siècle d'une histoire du peuple lombard.

## Biographie
Romilda est probablement la fille de Garibald, 1er duc de Bavière, et de la princesse lombarde Waldrada.

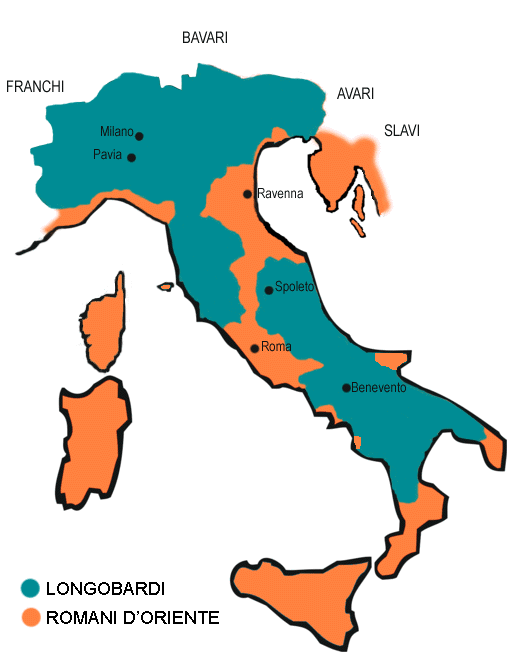
L'Italie lombarde vers 600.

En 610, lors d'une invasion avare dans le N.-E. du royaume lombard, Romilda perdit son époux, le duc Gisulf II, qui fut massacré avec la majeure partie de ses hommes après avoir marché audacieusement contre les envahisseurs, supérieurs en nombre et dirigés par le khagan Bayan II. Elle se réfugia avec femmes et enfants dans la place forte de Cividale (Forum Julii), capitale du duché de Frioul, bientôt rejointe par les guerriers lombards survivants. Quant aux Avars, ils arrivèrent devant Cividale après avoir ravagé le Frioul et mirent le blocus devant la forteresse.
Du haut des murailles de Cividale, Romilda observait le khagan avar en armes et grand équipage qui faisait le tour de la cité assiégée, étudiant de quel côté ses troupes pourraient attaquer. Le voyant jeune et florissant, elle lui fit savoir par un messager que s'il l'épousait, elle lui livrerait la cité avec tous ceux qui s'y trouvaient. Bayan II accepta et s'engagea à la prendre en mariage. Romilda, contre l'avis du peuple, fit donc ouvrir les portes de la place forte ; entrés dans la ville, les cavaliers avars mirent Cividale à sac, qu'ils incendièrent après avoir réduit en esclavage tous les habitants qui avaient survécu aux violences. Romilda, ses huit enfants et les habitants de Cividale réduits en esclavage furent emmenés prisonniers par Bayan II en Pannonie, dans le « Ring », la capitale fortifiée des Avars située en actuelle Hongrie.
Romilda, l'« infâme putain » (meretrix nefaria) comme l'avait désigné Paul Diacre dans son Histoire des Lombards, passa une nuit avec le khagan, comme s'ils étaient mari et femme, à cause du serment qu'il lui avait promis lors du siège de Cividale, mais il la livra immédiatement après à douze guerriers avars qui la violèrent l'un après l'autre. Après que Romilda eut à subir ce viol collectif, Bayan II fit dresser un poteau au milieu du campement royal et ordonna de l'y empaler, ajoutant ces mots d'opprobre : « voilà le mari que tu mérites ! ».
Les jeunes fils de Romilda (deux enfants et deux adolescents), réussissant à s'emparer de deux chevaux, s'échappèrent du campement avar et retournèrent en Italie. Les filles restèrent quant à elles prisonnières de Bayan II et furent plus tard vendues en divers pays comme esclaves, concubines ou épouses.
Paul Diacre paraît s'être inspiré du mythe de Tarpeia.

## Descendance
Romilda eut du duc Gisulf II de Frioul huit enfants, quatre fils et quatre filles :
- Tasso, qui deviendra duc de Frioul avec son frère Cacco ;
- Cacco, qui deviendra duc de Frioul conjointement avec son frère Taso ;
- Radoald, qui deviendra duc de Bénévent ;
- Grimoald, qui deviendra duc de Bénévent puis roi des Lombards ;
- Appa, qui, capturée lors de l'invasion de 610 par les Avars, est vendue par ces derniers et épouse le duc des Alamans ;
- Gaila, qui subit le même sort que sa sœur et épouse un prince Bavarois ;
- une fille, qui subit le même sort que ses sœurs ;
- une fille, qui subit le même sort que ses sœurs.

### Sources
- Paul Diacre, Histoire des Lombards, Livre IV.